# Charles Jules Labarte
Charles Jules Labarte (* 23. Juli 1797 in Paris; † 14. August 1880 in Boulogne-sur-Mer) war ein französischer Jurist und Kunsthistoriker.

## Leben
Nach seinem Studium an der Sorbonne wurde Labarte 1819 als Rechtsanwalt zugelassen. 1824 berief man ihn an das  Obertribunalgericht des Départements Seine, das in Paris seinen Sitz hatte.
1835 legte Labarte sein Amt als Sachwalter nieder und widmete sich fortan ausschließlich kunsthistorischen Studien, die sich meist auf das Kunstgewerbe des Mittelalters und der Renaissance richteten. 1871 wurde er Mitglied (membre libre) der Académie des Inscriptions et Belles-Lettres.
Labartes Hauptwerk ist die Histoire des arts industrielles au moyen-âge et à l'époque de la Renaissance.

## Werke
- Description des objets d’art qui composent la collection Debruge-Dumesnil (1847)
- Recherches sur la peinture en émail dans l’antiquité et au moyen-âge (1856)
- Le palais impérial de Constantinople et ses abords, Sainte-Sophie, le Forum Augustéon et l’Hippodrome, tels qu’ils existaient au X. siècle (1861)
- Histoire des arts industrielles au moyen-âge et à l’époque de la Renaissance (1864–66, 4 Bände; 2. vermehrte Auflage 1872–75, 3 Bände)
- L’église cathédrale de Sienne et son trésor, d’après un inventaire de 1467 (1868)
- Dissertation sur le Rössel d’or d’Altoetting (1869)
- Dissertation sur l’abandon de la glyptique en Occident au moyen-âge et sur l’époque de la renaissance de cet art (1871)
- Inventaire du mobilier de Charles V, roi de France (1879)